# Акмолинская правда
Акмолинская правда — печатный орган Акмолинских областных акимата и маслихата. Издаётся с 3 января 1920 года. В 1962—1965 годах газета называлась как «Целинный край», в 1955—1982 годах — «Целиноградская правда».
С 1992 года издаётся под нынешним названием. Основная задача «Акмолинской правды» всесторонне информировать об общественной жизни столичной области, развитии промышленности, сельского хозяйства.
Являлась органом Акмолинского обкома и горкома, а также облсовета депутатов и трудящихся.